# 极地涡旋

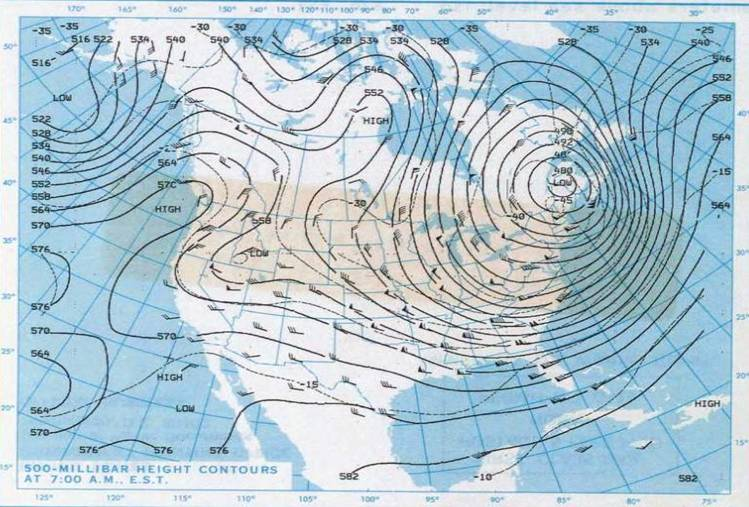
1985年1月21日早晨，北美洲加拿大魁北克和美國緬因州上空的極地渦旋天氣圖

极地涡旋（英語：Polar Vortex；或極地漩渦，常被簡稱為極渦），是一種發生於極地的，介於對流層與平流層的中、上部的，持續性且大規模的氣旋。这种涡旋在冬季极夜的时候最为强大，因为此时的温度梯度最大；随后会持续缩减，到夏季極晝前後甚至会消失。

## 記載歷史
最早記載極地渦旋現象的文獻出現於1853年。在北半球的冬季，這種現象會導致突然性平流層暖化。
1952年，在海拔高度超過20公里的無線電探空儀觀測中發現了這種現象導致的平流層暖化。在2013年後的北美冬季，新聞和天氣媒體中經常提到這種現象，使得該術語推廣成為對於極低溫寒潮的解釋。

## 後果
南极极地涡旋比北极极地涡旋更为显著，持续时间也更长。这是因为北半球高纬度地质因素增强了罗斯比波，而就是罗斯比波引起涡旋的破裂；与之相比，在南半球涡旋则更为稳定。北极涡旋形状上是瘦长的，有两个中心，一个在加拿大的巴芬岛，而另一个在西伯利亞的东北部。
南極極地渦旋的化学现象已经导致严重的臭氧消耗。极地同温层云团中的硝酸与CFC反应生成氯，也就是对臭氧的光化学破坏。氯在冬天的极夜中凝聚、堆积，到春天（9月或10月），持续的臭氧破坏也将更为严重。这些云只能在-80°C以下形成，故而较为暖和的北极区域形成不了臭氧层空洞。
一些天體同樣已知有極地渦旋現象，包括金星、火星、木星，以及土星的衛星——土衛六。